# Primitive (álbum de Neil Diamond)
Primitive es un álbum de estudio del cantautor estadounidense Neil Diamond, publicado en 1984 por Columbia Records. Los sencillos "Turn Around", "Sleep With Me Tonight" y "You Make Me Feel Like Christmas" alcanzaron las posiciones No. 4, 24 y 28 respectivamente en la lista de éxitos estadounidense Billboard Adult Contemporary.

## Lista de canciones
| Lado A |                                |          |  |
| N.º    | Título                         | Duración |  |
| 1.     | «Turn Around»                  | 3:45     |  |
| 2.     | «Primitive»                    | 4:27     |  |
| 3.     | «Fire on the Tracks»           | 3:07     |  |
| 4.     | «Brooklyn on a Saturday Night» | 3:41     |  |
| 5.     | «Sleep With Me Tonight»        | 3:42     |  |
| 6.     | «Crazy»                        | 3:41     |  |

| Lado B |                                   |          |  |
| N.º    | Título                            | Duración |  |
| 1.     | «My Time With You»                | 4:29     |  |
| 2.     | «Love's Own Song»                 | 3:32     |  |
| 3.     | «It's a Trip (Go for the Moon)»   | 2:49     |  |
| 4.     | «You Make It Feel Like Christmas» | 3:58     |  |
| 5.     | «One by One»                      | 2:37     |  |